# Talmeca curta
Talmeca curta är en fjärilsart som beskrevs av Rothschild 1910. Talmeca curta ingår i släktet Talmeca och familjen tandspinnare. Inga underarter finns listade i Catalogue of Life.